# Myofibrila

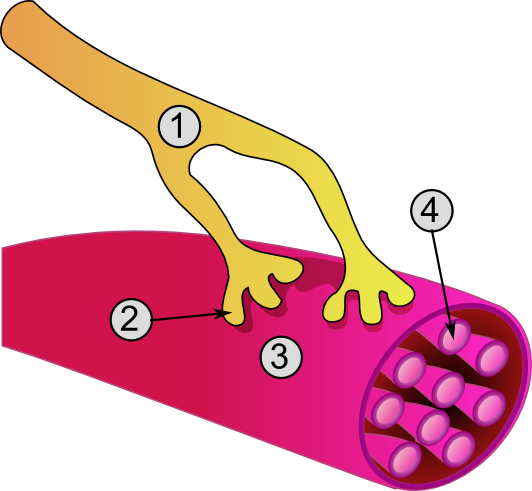
Stavba svalu 1 – nervové vlákno, 2 – připojení na sval, 3 – myofibrila = svalové vlákno, 4 – myofilamenta

Myofibrila je svalové vlákénko, základní kontraktilní jednotka svalové buňky. Skládá se z elektronmikroskopicky patrných myofilament, tj. vláken aktinu aktinová filamenta – s průměrem cca 6 nm; obsahují také tropomyosin a myosinu myosinová filamenta – s průměrem cca 10 nm. V kosterním a srdečním svalu mají m. v polarizovaném světle příčně pruhovaný vzhled se střídajícími se anizotropními A-proužky vlákna myosinu, která se na krajích překrývají s vlákny aktinu, o něco světlejší střední část – tzv. H-proužek – obsahuje pouze vlákna myosinu a izotropními I-proužky obsahující jen vlákna aktinu. I-proužky jsou uprostřed vždy přerušeny tenkými přepážkami Z a m. je tak rozdělena do úseků, tzv. sarkomer dlouhých v klidu cca 2,2–2,8 mikrometru. Při stahu svalu se délka sarkomery zkracuje, zejm. v důsledku zkrácení I-proužku aktinová a myosinová filamenta se vzájemně zasouvají.